# Grand American Road Racing Association
Grand American Road Racing Association, kallat Grand Am, är en amerikansk motorsportsfederation som bland annat sanktionerar Rolex Sports Car Series, och seriens flaggskepp Daytona 24-timmars.